# Cleistogenes polyphylla
Cleistogenes polyphylla är en gräsart som beskrevs av Keng f.. Cleistogenes polyphylla ingår i släktet Cleistogenes, och familjen gräs. Inga underarter finns listade i Catalogue of Life.